# Fan Qi

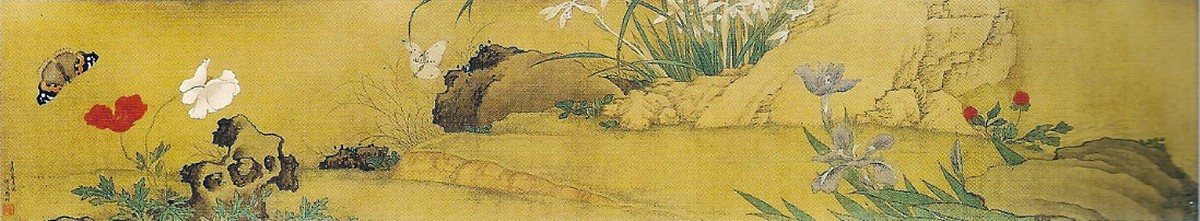
"Flors i papallones"

Fan Qi (xinès simplificat: 樊圻; xinès tradicional: 樊圻; pinyin: Fán Qí) va ser un pintor que va viure sota la dinastia Ming i la dinastia Qing. Va néixer a Jiangning, província de Jiangsu cap al 1616 i va morir vers el 1694). Es coneixen poques dades de la seva vida.
Fou un pintor paisatgista i també de figures humanes, flors i insectes. Artista precís i realista. Forma part del col·lectiu conegut com els “Vuit Mestres de Nanjing”, essent un dels més notables. Amb l'arribada d'europeus a Nanjing els pintors xinesos van conèixer l'art occidental, influència que es pot notar en obres de Fan. Entre les seves obres cal destacar: “Panorama del riu” que es conserva al “Museum für Ostasiatische Kunst”, Staatliche Museen zu Berlin (Museu d'Art Asiàtic de Berlín) i el “Paisatge al vespre” que es troba al Museu d'Art de Berkeley i del Pacífic (BAMPFA).